# Skarboszewo (województwo wielkopolskie)
Skarboszewo – wieś w Polsce położona w województwie wielkopolskim, w powiecie słupeckim, w gminie Strzałkowo.
Skarboszewo znajduje się w obrębie Równiny Wrzesińskiej, na zachód od Słupcy.
Nazwa wsi, według księdza Stanisława Kozierowskiego, pochodzi od imienia Skarbosz bądź Skarbisz.
We wsi funkcjonuje jednostka Ochotniczej Straży Pożarnej. 

## Historia
Pierwsza wzmianka o Skarboszewie pochodzi z 1188 roku. Właścicielem wsi był wówczas Paweł, syn Przedpełka, który podarował wieś opactwu Cystersów w Lądzie. Nadania to zostało zatwierdzone przez Mieszka III Starego dnia 30 kwietnia 1188 roku. W końcu XIII wieku opactwo cystersów w Lądzie dokonało zamiany z biskupami poznańskimi Skarboszewa na pobliski Ratyń. Sprawa tej zamiany, rozpoczęta w 1281 roku przez biskupa poznańskiego Jana Wyszkowica, sfinalizowana została ostatecznie, po przewlekłych sporach, w 1298 roku przez biskupa Andrzeja Zarembę. Wieś duchowna, własność biskupstwa poznańskiego, pod koniec XVI wieku leżała w powiecie pyzdrskim województwa kaliskiego. W rękach biskupów poznańskich pozostało do 1796 roku, kiedy to władze pruskie dokonały konfiskaty majątków kościelnych. W 1825 roku Skarboszewo zakupiła rodzina Łukomskich z pobliskiego Paruszewa. Około 1850 roku wieś zakupiła rodzina Leonardi, która posiadała wieś do 1907 roku, kiedy to została kupiona przez Bernarda Koszarka, który posiadał ją aż do II wojny światowej. W wyniku II rozbioru Polski w 1793 roku rozpoczęło się na tych terenach panowanie pruskie. W latach 1807–1815 Skarboszewo wchodziło w skład Księstwa Warszawskiego. W wyniku decyzji podjętych na kongresie wiedeńskim w 1815 roku, obok wsi przechodziła granica pomiędzy Królestwem Kongresowym wchodzącym w skład Imperium Rosyjskiego a Królestwem Prus (początkowo częściowo autonomiczne pruskie Wielkie Księstwo Poznańskie) wchodzącym w skład Cesarstwa Niemieckiego. W czasie powszechnego strajku szkolnego w zaborze pruskim w latach 1906–1907, przeciwko nauczaniu religii w języku niemieckim protestowało 35 dzieci z tutejszej szkoły. Ponad stuletnie panowanie pruskie zakończył wybuch powstania wielkopolskiego. We wrześniu 1939 roku wojska hitlerowskie zajęły wieś i zmieniły jej nazwę na Karben. 22 stycznia 1945 roku do wsi wkroczyli żołnierze 1 armii pancernej gen. M. Katukowa. Tym samym zakończył się w Skarboszewie okres okupacji niemieckiej.
W Skarboszewie urodził się Edward Haupt. 

## Zabytki

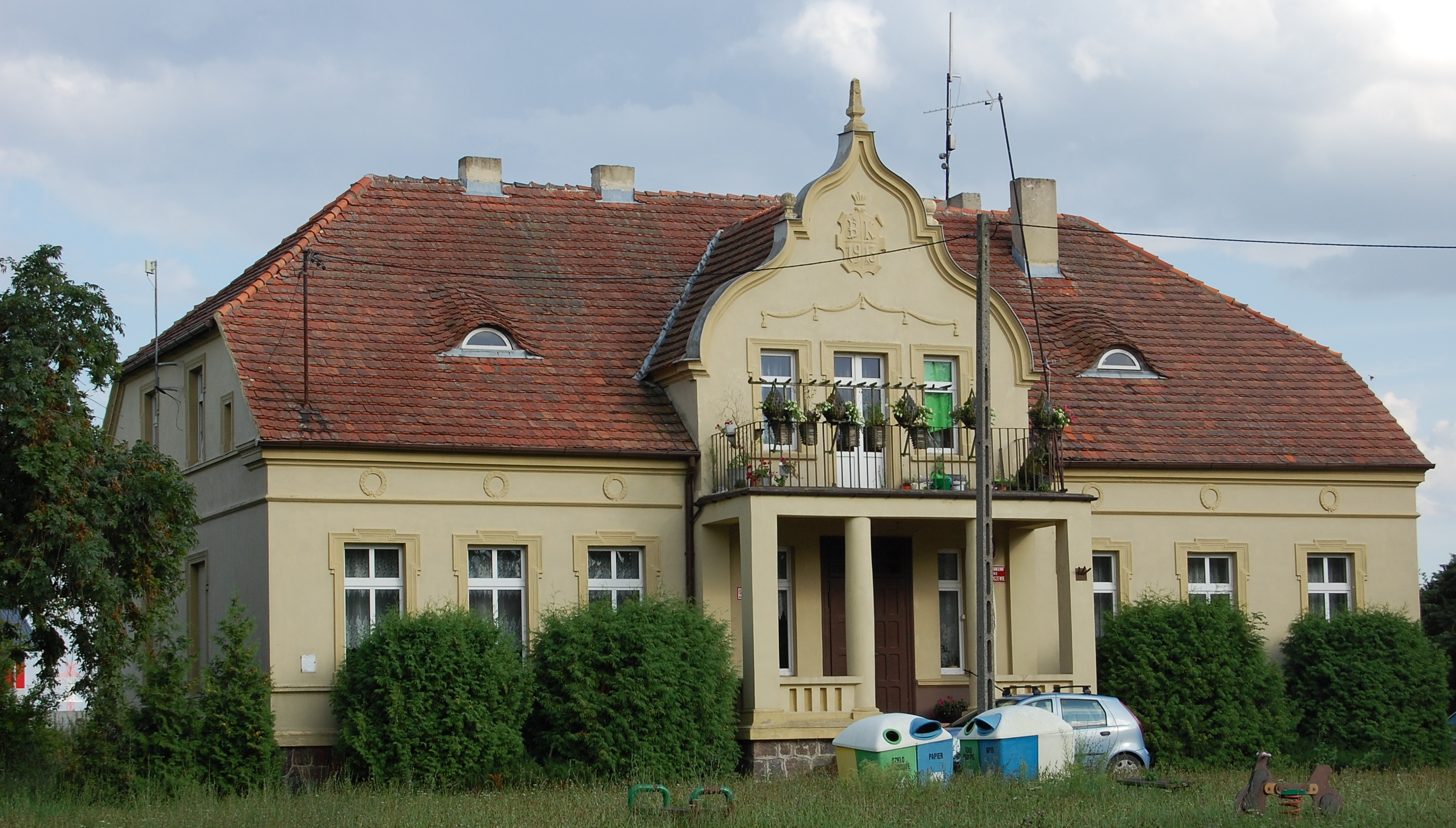
Dwór w Skarboszewie

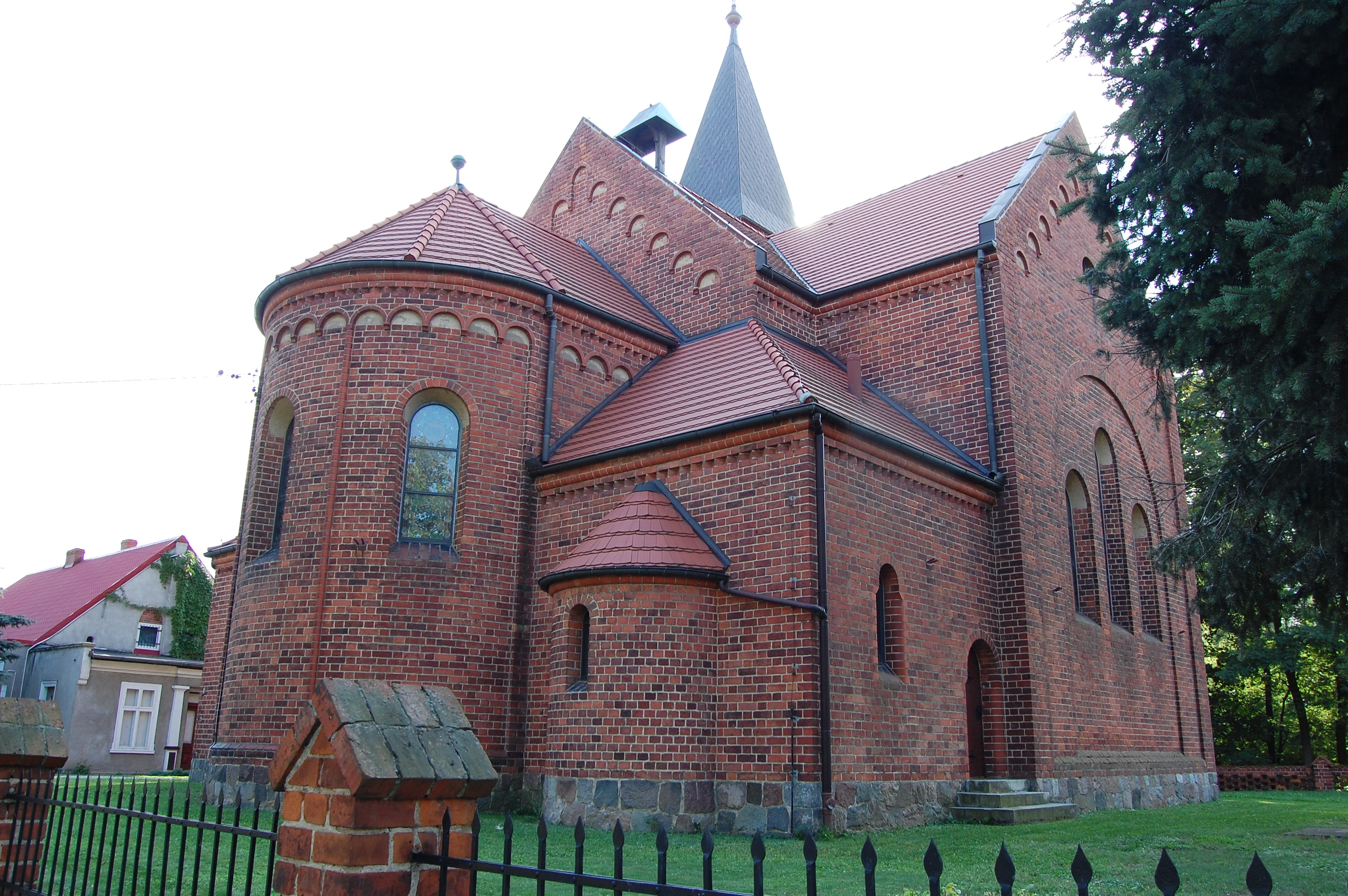
Kościół pw. Świętej Trójcy

- kościół parafialny pw. Świętej Trójcy - wpisany do krajowego rejestru zabytków pod nr rej.: 94/Wlkp/A z 11.07.2002 r. Kościół został wzniesiony w latach 1904–1906 przez ówczesnego proboszcza - księdza Wojciech Andersza, według projektu Juliana Łukomskiego, w stylu neoromańskim. Obok kościoła znajdują się groby proboszczów z XIX i XX wieku.
- cmentarz kościelny - wpisany do krajowego rejestru zabytków pod nr rej.: 94/Wlkp/A z 11.07.2002 r.
- plebania - wpisana do krajowego rejestru zabytków pod nr rej.: 95/Wlkp/A z 11.07.2002 r. Budynek pochodzi z 2 połowy XIX wieku.
- dwór wzniesiony w 1913 roku przez Bernarda Koszarka. Świadczą o tym inicjały i data na szczycie budynku.